# Falinić Breg
Falinić Breg – wieś w Chorwacji, w żupanii varażdińskiej, w gminie Cestica. W 2011 roku liczyła 100 mieszkańców.